# Vichy (Missouri)
Vichy est une communauté non constituée (unincorporated community) dans le sud du comté de Maries, dans le centre du Missouri, aux États-Unis. Elle  est située sur l'U.S. Route 63, à environ quinze kilomètres au nord de Rolla et à 150 km au sud-ouest de Saint-Louis. La localité a été fondée en 1880 et reprend le nom de Vichy, des eaux minérales similaires à la station thermale française se trouvant dans le secteur. Un bureau de poste appelé Vichy y est en activité depuis 1880. La Spring Creek Gap Conservation Area, une réserve naturelle abritant des sources (spring) se trouve juste au nord-ouest de la localité et l'aéroport national de Rolla, un ancien aérodrome de l'armée américaine, aujourd'hui détenu et exploité par la ville de Rolla, avec deux pistes en asphalte de plus de 1600 mètres, se trouve juste au nord.